# Landschaftsschutzgebiet Kreis Olpe
Das Landschaftsschutzgebiet Kreis Olpe mit 25.503,07 Hektar Größe liegt im Kreis Olpe. Es wurde 1984 durch den Kreistag des Kreises Olpe als Landschaftsschutzgebiet (LSG) ausgewiesen. 2004 erfolgte eine erneute Ausweisung. Das LSG befindet sich auf den Gebieten von Finnentrop, Lennestadt, Olpe und Kirchhundem. Das LSG geht bis an Siedlungsränder.

## Beschreibung
Das LSG umfasst großflächig Flächen im Kreis Olpe, welche außerhalb vom Bebauungsbereich, anderen Schutzgebieten mit strengeren Auflagen oder bestehender Landschaftspläne liegen. Im LSG liegen hauptsächlich Waldbereiche, Grünland und Acker. Auch kleinere Bereiche mit Weihnachtsbaum-, Schmuckreisig- und Baumschul-Kulturen befinden sich im LSG. Die Wälder haben meist eine Fichten- oder Buchenbestockung.

## Schutzzweck
Die Ausweisung erfolgte zur Erhaltung, Entwicklung oder Wiederherstellung der Leistungs- und Funktionsfähigkeit des Naturhaushalts oder der Nutzungsfähigkeit der Naturgüter; wegen der Vielfalt, Eigenart oder Schönheit des Landschaftsbildes und wegen ihrer besonderen Bedeutung dieses Gebietes für die Erholung.

## Rechtliche Vorschriften
Im Landschaftsschutzgebiet Kreis Olpe ist unter anderem das Errichten von Bauten verboten. Vom Verbot ausgenommen sind Bauvorhaben für Gartenbaubetriebe, Land- und Forstwirtschaft. Vom Verbot ausgenommen sind deshalb der Bau von Viehunterstände und Baumaßnahmen an bestehenden Bauernhöfen und Gebäuden. Auch Zäune und Hochsitze dürfen gebaut werden. Erstaufforstungen und auch die Neuanlage von Weihnachtsbaumkulturen, Schmuckreisig- und Baumschulkulturen unterliegen einer behördlichen Genehmigung der Unteren Naturschutzbehörde.